# Cantón de Saumur-Norte
El cantón de Saumur-Norte era una división administrativa francesa, que estaba situada en el departamento de Maine y Loira y la región de Países del Loira.

## Composición
El cantón estaba formado por tres comunas, más una fracción de la comuna que le daba su nombre:
- Les Rosiers-sur-Loire
- Saint-Clément-des-Levées
- Saint-Martin-de-la-Place
- Saumur (fracción)

## Supresión del cantón de Saumur-Norte
En aplicación del Decreto n.º 2014-259 de 26 de febrero de 2014, el cantón de Saumur-Norte fue suprimido el 22 de marzo de 2015 y sus 4 comunas pasaron a formar parte; tres del nuevo cantón de Longué-Jumelles y la fracción de la comuna que le daba su nombre se unió a la otra fracción para formar el nuevo cantón  de Saumur.